# Батиметрия
Батиметрия (от гръцки: βαθύς – „дълбок“ и μέτρον – „измервам“) е наука за релефа на подводните части на водните басейни (езера, реки, световен океан и др.). С други думи батиметрията е подводният еквивалент на топографията.
Батиметричните и хидрографските карти се съставят с цел обезопасяване на плаването на повърхността или под нея и обикновено изобразяват релефа на морското дъно с контурни линии (наречени дълбочинни контури или изобати) и нанесени дълбочини, като често предоставят и информация за навигацията на повърхността. Такива карти също могат да включват дигитални релефни модели и изкуствено осветяване за да илюстрират дълбочините. Глобалната батиметрия може да се комбинира с топографията за да се състави глобален релефен модел. Науката за подводните дълбочини в миналото се нарича палеобатиметрия.

## Измерване
Първоначално батиметрията е включвала измерването на дълбочината на водата чрез спускане на предварително измерени тежки въжета от кораб. Тази техника, обаче, измерва точка по точка дъното и се оказва неефективна. Също така се оказва и неточна – дължината на въжето може да се изменя вследствие движение на кораба или водни течения.
Данните, които се използват за създаването на батиметрични карти в днешно време, обикновено идват от ехото на сонар, монтиран в долната част на плавателния съд и изпращащ сигнали към морското дъно. Времето, за което сигналът достига дъното и се връща обратно, информира оборудването за разстоянието до дъното.
От 1930-те години се използват едносигнални сонари за изготвянето на батиметрични карти. В днешно време обикновено се използват многосигнални сонари, които използват стотици съседни сигнали, подредени във формата на вентилаторна перка. Плътният масив от сигнали предоставя много висока разделителна способност и точност. По-този начин дъното се картографира по-бързо и ефективно. Сигналите могат да се обновяват много пъти в секунда (от 0,1 до 50 Hz, в зависимост от дълбочината), позволявайки по-бърза скорост на плавателния съд, като се запазва стопроцентово покритие на морското дъно. Височинни сензори спомагат за коригиране на положението на плавателния съд върху морската повърхност, а жироскоп подава информация за коригиране на отклоненията на съда. Повечето модерни многосигнални системи използват интегриран сензор за движение и система за позициониране, които измерват отклоненията на съда и други динамики. GPS на плавателния съд позиционира батиметричните данни според повърхността на Земята. Предварително изготвени профили на скоростта на звука във вода спомагат за компенсацията на евентуална рефракция на вълната вследствие на водната температура, проводимост и налягане. След това компютърна система обработва всички данни, отчитайки горните фактори, както и ъгъла на всеки отделен сигнал. Събраните данни се обработват ръчно, автоматично (рядко) или полуавтоматично за да се изготви карта на местността. Възможно е да се генерират подмножества на първоначални измервания, така че да отговарят на определени условия.
Сателитите също могат да бъдат използвани за измерване на батиметрия. Радарите на сателитите се използват за картографиране на дълбоки региони в морето, като засичат фините промени в морското равнище, причинени от гравитационното притегляне на подводните планини, хребети или други масиви. Обикновено морското равнище е по-високо над планини, отколкото над абисални дъна или падини.
Батиметрията е важна за професиите, които изучават водоемите, скалите и минералите на морското дъно, както и земетресенията и вулканите. Събирането и анализирането на батиметрични данни са едни от най-важните процеси в съвременната хидрография, както и базов компонент на безопасния транспорт по света.

## Микробатиметрия
Микробатиметрията се отнася за картографирането и наблюдаването на изменения в дълбочината на водата от порядъка на милиметри или сантиметри. Такива изменения могат да бъдат индикатори за тектонски движения или сеизмична опасност. Проведени опити показват, че използването на GoPro камери в стереоскопичен режим и софтуер за изчисляване на релефа позволяват микробариметрично картографиране. Този метод може да се окаже полезен за екологичните изследвания на пластовете на морското дъно.